# Liste des philosophes politiques et sociaux
La liste des philosophes politiques et sociaux est non exhaustive, et regroupe les philosophes ayant pratiqué la philosophie sociale et la philosophie politique.

## A
- Adler, Mortimer
- Adorno, Theodor W.
- Agamben, Giorgio
- Dr Israr Ahmed
- Alain (Émile-Auguste Chartier)
- Althusser, Louis
- Apel, Karl-Otto
- Archon
- Arendt, Hannah
- Aristote
- Aron, Raymond
- Augustin d'Hippone
- Averroès
- Azad, Abud Kalam
- Hans Achterhuis (en)
- H. B. Acton (en)
- Guy Aldred (en)
- Shmuel Alexandrov (en)
- Francesco D'Andrea (en)
- Yamazaki Ansai
- Archeio-Marxism (en)
- Aristote
- Hirata Atsutane
- Austin, John
- Mikelis Avlichos (en)

## B
- Baader, Franz Xaver von
- Babeuf, Gracchus
- Bakunin, Mikhail
- Barbès, Armand
- Bataille, Georges
- Benjamin, Walter
- Bentham, Jeremy
- Bergson, Henri
- Berlin, Isaiah
- Bernsteinn, Eduard
- Biétry, Pierre
- Blanc, Louis
- Bloch, Ernst
- Blum, Léon
- Bodin, Jean
- Bookchin, Murray
- Bourdieu, Pierre
- Boukharine, Nicolas
- Buchez, Philippe
- Buffet, Warren
- Bunge, Mario
- Burke, Edmund
- Burnham, James
- Butler, Judith
- Max Baginski
- Per Bauhn (en)
- Alon Ben-Meir (en)
- Biehl, Janet
- Julius Binder
- Charles Blattberg (en)
- Norbert Bolz (en)
- Leonard Borgzinner (en)
- Maurice Brinton (en)
- Stephen Bronner (en)
- James Brusseau (en)
- John Burnheim (en)

## C
- Cabet, Étienne
- Calvez, Jean-Yves
- Calvin, Jean
- Campanella, Tommaso
- Caplan, Bryan
- Kevin Carson
- Cespedes, Vincent
- Castoriadis, Cornelius
- Chamberlain, Houston Stewart
- Cheng Hao
- Chomsky, Noam
- Cicéron
- Cohen Gerald
- Comte, Auguste
- Condillac, Étienne Bonnot de
- Condorcet, Nicolas de
- Confucius
- Considerant,Victor
- Constant, Benjamin
- Cues, Nicolas de
- Lewis Call (en)
- Gene Callahan (economist) (en)
- Claudio Canaparo (en)
- Margaret Canovan (en)

- Alan Carter (philosophe) (en)
- Nancy Cartwright
- António Castanheira Neves (en)
- Chankya (en)
- Cheng Yi (philosophe)
- Joshua Cohen (philosophe) (en)
- Janet Coleman (en)
- Disciples of Confucius (en)
- Arthur Linton Corbin (en)
- Maurice Cranston (en)

## D
- Darwin, Charles
- Davidson, Thomas
- Debord, Guy
- De Landa, Manuel
- Deleuze, Gilles
- Descartes, René
- Destutt de Tracy, Antoine
- Dewey, John
- Dézamy, Théodore
- Dilthey, Wilhelm
- Donskis, Leonidas
- Drumont, Édouard
- Dunayevskaya, Raya
- Durkheim, Émile
- Dworkin, Ronald
- Michael Davis (philosophe) (en)
- Har Dayal (en)
- Giorgio Del Vecchio
- Dimitris Dimitrakos (en)
- Zhong Yong
- Costas Douzinas (en)
- Enrique Dussel
- Gerald Dworkin (en)

## E
- Enfantin, Barthélemy Prosper
- Engels, Friedrich
- Épicure
- Érasme
- Esposito, Roberto
- Eucken, Walter
- Kaibara Ekken
- Wu Enyu (en)

## F
- Fabiens, Société des
- Fei, Han
- Fénelon
- Feuerbach, Ludwig
- Fichte, Johann Gottlieb
- Foucault, Michel
- Fourier, Charles
- Friedrich, Carl Joachim
- Fukuyama, Francis
- John Finnis
- William Fontaine (en)
- Rainer Forst (en)
- Takis Fotopoulos
- David D. Friedman
- Lon L. Fuller
- Boris Furlan (en)

## G
- Gandhi, Mohandas Karamchand
- George, Henry
- Gide, Charles
- Gobineau, Joseph Arthur de
- Godwin, William
- Goldman, Emma
- Green, Thomas Hill
- Grotius, Hugo
- Guattari, Félix
- Guérin, Daniel
- Guesde, Jules
- Robert P. George
- Julian Gumperz (en)
- Þorsteinn Gylfason (en)

## H
- Habermas, Jürgen
- Hart, H.L.A.
- Hazard, Paul
- Hayek, Friedrich
- Hegel, Georg Wilhelm Friedrich
- Heidegger, Martin
- Héraclite
- Heschel, Abraham Joshua
- Hess, Moses
- Himanen, Pekka
- Hobbes, Thomas
- Hohfeld, Wesley Newcomb
- Holmes Jr, Oliver Wendell
- Home, Henry
- Honneth, Axel
- Horkheimer, Max
- Huss, Jean
- Hutcheson, Francis
- Horace Romano Harré (en)
- Spencer Heath (en)
- Vieux hégéliens
- Jeunes hégéliens
- Auberon Herbert
- Tony Honoré (en)
- John Hospers (en)

## I
- Illich, Ivan
- Iqbal, Allama Muhamad
- Irénée de Lyon (saint)
- Ivekoviċ, Rada

## J
- James, William
- Jansénius
- Jaurès, Jean
- Jellinek, Georg
- Jiménez de Cisneros, Francisco
- Jouvenel, Bertrand de
- Itō Jinsai

## K
- Kant, Emmanuel
- Kaufmann, Felix
- Kautsky, Karl
- Kelsen, Hans
- King, Martin Luther
- Kirk, Russel
- Milan Kangrga (en)
- George Kateb (en)
- Duncan Kennedy
- Umer bin Khattab
- Hans Köchler (en)
- David Kolb (en)
- Kropotkine, Pierre

## L
- La Boétie, Étienne de
- Lacordaire, Henri
- Lammenais, Félicité Robert de
- Lassalle, Ferdinand
- Lefebvre, Henri
- Lefort, Claude
- Leibniz, Gottfried Wilhelm
- Leoni, Bruno
- Lévi-Strauss, Claude
- Locke, John
- Lottieri, Carlo
- Lyotard, Jean-François
- Norbert Leser (en)
- Li
- Li (Neo-Confucianism) (en)
- Loren Lomasky (en)
- Roderick Long (en)
- Karl Loewenstein

## M
- Machiavel, Nicolas
- Makhno, Nestor
- Mahomet
- Maistre, Joseph de
- Man, Henri de
- Mao Zedong
- Marcuse, Herbert
- Marx, Karl
- Maurras, Charles
- Mazdak
- Mazzei, Filippo
- Mencius
- Mettrie, Julien Offray de La
- Mill, John Stuart
- Mill, Harriet Taylor
- Mirbeau, Octave
- Mises, Luwig von
- Moeller van den Bruck, Arthur
- Mohler, Armin
- Molinari, Gustave de
- Montalembert, Charles de
- Montesquieu, Charles de Secondat baron de
- More, Thomas
- Moscovici, Serge
- Mozi
- Müller, Adam
- Andrei Marga
- Mihailo Marković (en)
- Inayatullah Mashriqi (en)
- Todd May (en)
- Frank Meyer (political philosopher) (en)
- Miller, David
- John William Miller (en)
- Stefan Molyneux
- Monarchomaques
- Abu Aala' Moududi

## N
- Nagel, Thomas
- Negri, Antonio
- Negt, Oskar
- Nehru, Jawaharlal
- Novak, Michael
- Nozick, Robert
- Nussbaum, Martha
- Nakae Tōju
- Alastair Norcross (en)

## O
- Ockham, Guillaume d'
- Ohsawa, George
- Onfray, Michel
- Ozanam, Frédéric
- Owen, Robert
- Herman Oliphant (en)
- Oswald, John
- Michael Otsuka (en)

## P
- Paterson, Isabel
- Paley, William
- Pettit, Philip
- Platon
- Plekhanov, Gueorgui
- Polybe
- Popper, Karl
- Priestley, Joseph
- Proudhon, Pierre Joseph
- Henry Pachter (en)
- Igor Pribac (en)
- David Prychitko (en)
- Paul R. Patton (en)
- Phaleas de Chalcédoine
- Lorenzo Peña (en)
- Joseph Priestley and Dissent (en)

## Q
- Quesnay, François

## R
- Rancière, Jacques
- Rawls, John
- Raz, Joseph
- Robespierre, Maximilien
- Rosenberg, Alfred
- Rothbard, Murray
- Rousseau, Jean-Jacques
- Royer-Collard, Pierre-Paul
- Russell, Bertrand
- Ryner, Han
- Constantin Rădulescu-Motru (en)
- Hayashi Razan
- Leonard Read
- Eugen Rosenstock-Huessy
- Alan Ryan (en)

## S
- Saint-Simon, Claude Henri de Rouvroy, comte de
- Sanggnier, Marc
- Sanguinetti, Gianfranco
- Sartre, Jean-Paul
- Searle, John
- Shariati, Ali
- Schmitt, Carl
- Schopenhauer, Arthur
- Seika, Fujirawa
- Senghor, Léopold Sédar
- Sidgwick, henry
- Sieyès, Emmanuel-Joseph
- Sokō, Yamaga
- Sorel, Georges
- Spencer, Herbert
- Spooner, Lysander
- Staline, Joseph
- Sternberg, Theodor
- Stirner, Max
- Suarez, Francisco
- Sun Yat-sen
- T. M. Scanlon (en)
- Frederic Schick (en)
- Tan Sitong (en)
- J. J. C. Smart
- Tara Smith (philosophe) (en)
- Ogyū Sorai
- Ivan Sviták (en)
- William Sweet

## T
- Taguieff, Pierre-André
- Tchouang-tseu
- Thomas d'Aquin
- Taine, Hippolyte
- Teilhard de Chardin, Pierre
- Thoreau, Henry David
- Thucydide
- Tocqueville, Alexis de
- Trotski, Léon
- Tucker, Benjamin
- Tronti, Mario
- Taylor, Charles
- Thucydide
- Joseph de Torre (en)
- James Tully (philosophe) (en)

## U
- Unger, Roberto Mangabeira

## V
- Van Parijs, Philippe
- Vico, Giambattista
- Virilio, Paul
- Virno, Paolo
- Voltaire
- Voltairine de Cleyre

## W
- Wamba dia Wamba, Ernest
- Weber, Max
- Weil, Simone
- Weitling, Wilhelm
- Wells, Herbert George
- West, Cornel
- Wilson, Peter Lamborn
- Jack Russell Weinstein (en)
- Jamie Whyte (en)
- Nigel Warburton (en)
- Dana Ward (en)
- Richard Weaver
- Langdon Winner
- Jonathan Wolff (philosophe) (en)
- Robert Paul Wolff

## X
- Xénophon

## Y
- Yockey, Francis Parker
- Tripp York (en)
- Iris Marion Young

## Z
- Zerzan, John
- Zhongshu, Dong
- Zi, Xun
- Zinn, Howard
- Yi I
- Žižek, Slavoj